# Negacionismo

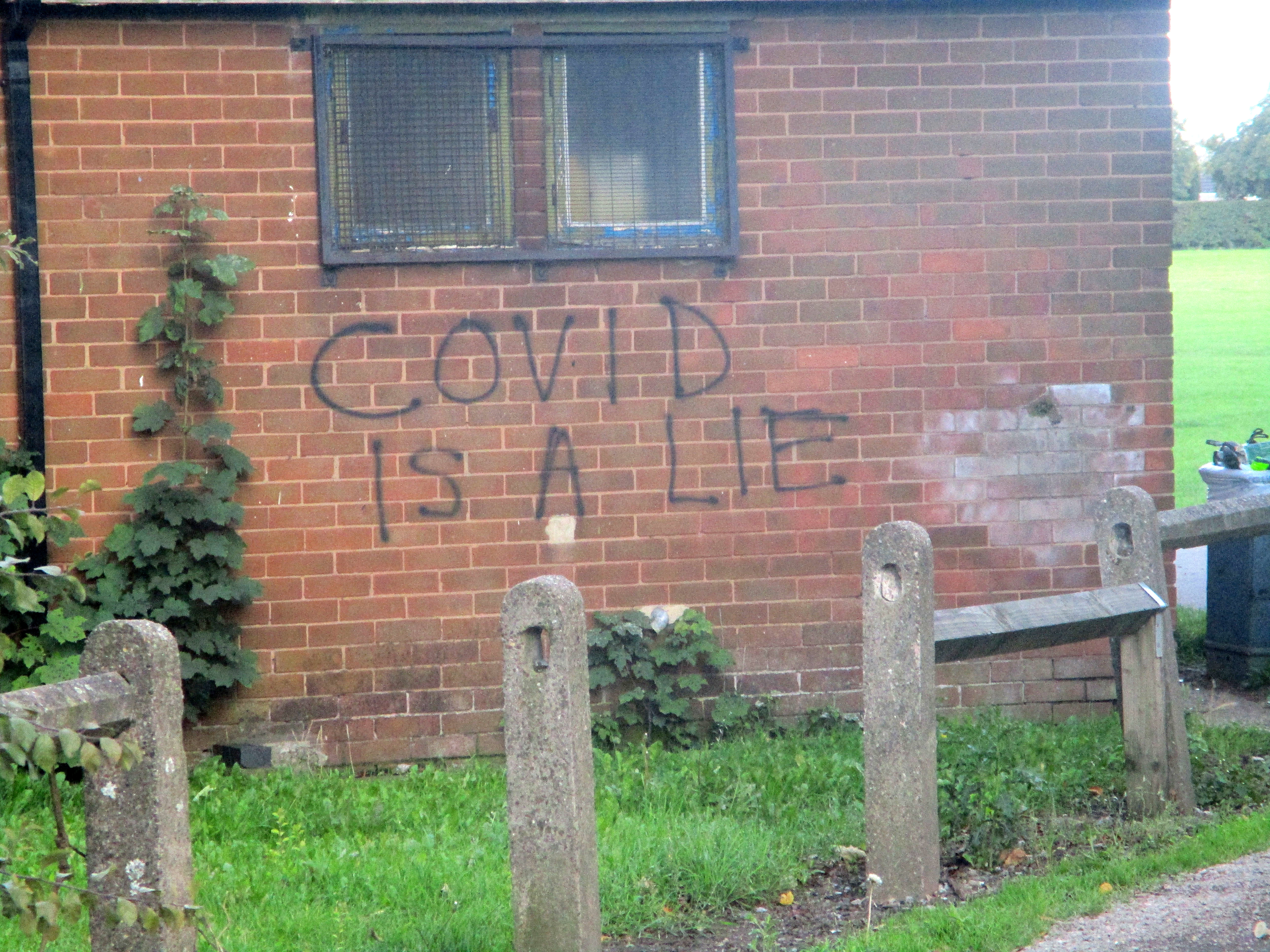
Grafiti "COVID IS A LIE" (Covid é uma mentira) negando a existência da Pandemia de COVID-19.

Negacionismo (do francês négationnisme) é a escolha de negar a realidade como forma de escapar de uma verdade desconfortável. Trata-se da recusa em aceitar uma realidade empiricamente verificável, sendo essencialmente uma ação que não possui validação de um evento ou experiência histórica. Na ciência, o negacionismo é definido como a rejeição de conceitos básicos, incontestáveis e apoiados por consenso científico em favor de ideias tanto radicais quanto controversas.
O termo "negacionismo" (négationnisme) foi cunhado pelo historiador francês Henry Rousso, em um livro de sua autoria publicado em 1987. Rousso propôs que, no contexto dos estudos sobre o holocausto, é necessário distinguir entre revisionismo histórico legítimo e a negação politicamente motivada, que ele chamou de negacionismo. Mais tade, o termo passou a ser usado em referência a outras realidades negadas, não apenas o holocausto.
Foi proposto que as diversas formas de negacionismo possuem o denominador comum da rejeição de evidências maciças e a geração de controvérsia a partir de tentativas de negar que um consenso exista. Os termos negacionismo do Holocausto e negacionismo da AIDS costumam ser empregados para descrever movimentos que negam a existência ou consistência de tais fatos, enquanto negacionistas climáticos foi usado para definir aqueles que recusam-se a aceitar que uma mudança climática está em curso. Supõe-se que o negacionismo seja provocado por diversos motivos, como crenças religiosas, proveito próprio ou como um mecanismo de defesa contra pensamentos perturbadores.
O escopo da utilização da palavra negacionismo é controversa, sendo criticada por supostamente representar um método polêmico de suprimir pontos de vista alternativos. De forma similar, em um ensaio discutindo a importância do ceticismo, Clive James posicionou-se contra a utilização do termo negacionista para descrever aqueles que não acreditam na mudança climática, afirmando que isto "traz à tona o espetáculo de um fanático negando o Holocausto". Celia Farber também foi contra o termo negacionismo da AIDS, alegando que é injustificável situar esta crença no mesmo nível moral dos crimes nazistas contra a humanidade. Robert Gallo et al., no entanto, defendeu esta comparação, afirmando que o negacionismo da AIDS é similar ao negacionismo do Holocausto por definir uma pseudociência que "contradiz um imenso conjunto de pesquisas".